# 法律文化社
株式会社法律文化社（ほうりつぶんかしゃ）は、京都市北区に本社を置く出版社。
社会科学・人文科学に関する書籍を主に出版している。

## 沿革
- 1946年 - 大阪市北区樋上町にて事務所を創設
- 1948年 - 法人化
- 1950年 - 事務所を京都市左京区吉田牛ノ宮町へ移転
- 1954年 - 京都市左京区内で事務所の再移転（吉田近衛町へ）
- 1959年 - 事務所を京都市北区紫野宮東町へ移転
- 1966年 - 京都市北区上賀茂にある現社屋に移転

## 代表者
- 代表取締役社長　秋山 泰

## 所在地
- 京都府京都市北区上賀茂岩ヶ垣内町71